# 金色幡花鮨
金色幡花鮨，為輻鰭魚綱鱸形目鱸亞目鮨科的其中一種，分布於西大西洋區，從美國佛羅里達州至南美洲北部海域，棲息深度120-610公尺，體長可達30公分，為底棲性魚類，屬肉食性，可做為食用魚。